# Европски атлетичари године
ЕАА (Европска атлетска асоцијација) 1993. године је одлучила да од те године на крају сезоне прогласи најбоњег атлетичара и атлетичарку за протеклу годину. У анкети учествују све националне атлетске федерације, медији и љубитељи „краљице спортова“. Тај избор је постао традиционалан и одржава се и данас.
Од 2007. одлучено је да се уведе посебна награда за атлетске наде Звезда у успону. Награда се додељује спортистима до 23 године старости, као начин признања достигнућа младих на путу да постану велики спортисти [4].
У следећој табели дат је преглед досадашњих победника у избору за европске атлетичаре године:
| Година | Жене                | Мушки                               |
| ------ | ------------------- | ----------------------------------- |
| 1993.  | Сали Ганел          | Линфорд Кристи                      |
| 1994.  | Ирина Привалова     | Колин Џексон                        |
| 1995.  | Соња О‘Саливан      | Џонатан Едвардс                     |
| 1996.  | Светлана Мастеркова | Јан Железни                         |
| 1997.  | Астрид Кумбернус    | Вилсон Кипкетер                     |
| 1998.  | Кристин Арон        | Џонатан Едвардс                     |
| 1999.  | Габријела Сабо      | Томаш Дворжак                       |
| 2000.  | Трине Хатестад      | Јан Железни                         |
| 2001.  | Стефани Граф        | Андре Бушер                         |
| 2002.  | Суреја Архан        | Двејн Чејмберс                      |
| 2003.  | Каролина Клифт      | Кристијан Олсон                     |
| 2004.  | Кели Холмс          | Кристијан Олсон                     |
| 2005.  | Јелена Исинбајева   | Виргилијус Алекна                   |
| 2006.  | Каролина Клифт      | Френсис Обиквелу                    |
| 2007.  | Бланка Влашић       | Теро Питкемеки                      |
| 2008.  | Јелена Исинбајева   | Андреас Торкилдсен                  |
| 2009.  | Марта Домингез      | Филипс Идову                        |
| 2010.  | Бланка Влашић       | Кристоф Леметр                      |
| 2011.  | Марија Савинова     | Мохамед Фара                        |
| 2012.  | Џесика Енис         | Мохамед Фара                        |
| 2013.  | Зузана Хејнова      | Богдан Богдаренко                   |
| 2014.  | Дафне Схиперс       | Рено Лавилени                       |
| 2015.  | Дафне Схиперс       | Грег Радерфорд                      |
| 2016.  | Рут Беитија         | Мохамед Фара                        |
| 2017.  | Катерина Стефаниди  | Јоханес Фетер                       |
| 2018.  | Дина Ашер Смит      | Кевин Мајер                         |
| 2019.  | Марија Ласицкене    | Карстен Вархолм                     |
| 2020.  | Није додељено       | Није додељено                       |
| 2021.  | Сифан Хасан         | Карстен Вархолм                     |
| 2022.  | Фемке Бол           | Арманд Дуплантис Јакоб Ингебригтсен |
| 2023.  | Фемке Бол           | Јакоб Ингебригтсен                  |
| 2024.  | Јарослава Махучих   | Арманд Дуплантис                    |

### Звезде у успону
| Година | Жене                      | Мушки                               |
| ------ | ------------------------- | ----------------------------------- |
| 2007.  | Џесика Енис               | Андреј Хов                          |
| 2008.  | Стефани Твел              | Рафаел Холцдепе                     |
| 2009.  | Каролине Бјеркели Гревдал | Кристоф Леметр                      |
| 2010.  | Сандра Перковић           | Теди Тамго                          |
| 2011.  | Џоди Вилијамс             | Давид Штрол                         |
| 2012.  | Ангелика Бенгтсон         | Павел Маслак                        |
| 2013.  | Анита Хинриксдотир        | Емир Бекрић                         |
| 2014.  | Марија Кучина             | Адам Џемили                         |
| 2015.  | Ноеми Цберен              | Конрад Буковицки                    |
| 2016.  | Нафисату Тијам            | Макс Хес                            |
| 2017.  | Јулија Левченко           | Карстен Вархолм                     |
| 2018.  | Елвира Херман             | Арманд Дуплантис Јакоб Ингебригтсен |
| 2019.  | Јарослава Махучих         | Никлас Каул                         |
| 2020.  | Није додељено             | Није додељено                       |
| 2021.  | Фемке Бол                 | Саша Жоја                           |
| 2022.  | Елина Ценго               | Миколас Алекна                      |
| 2023.  | Ангелина Топић            | Матија Фурлани                      |
| 2024.  | Адриана Вилагош           | Нилс Ларос                          |